# Monkey's Audio
Pour les articles homonymes, voir APE.
Monkey's Audio est un codec de compression audio sans perte. À l'inverse de codecs tels que MP3 ou Vorbis, il n'enlève aucune information du flux audio. L'extension de Monkey's Audio est : .ape (ape signifie « grand singe » et monkey signifie « singe » ).
Les partisans du logiciel libre lui préfèrent FLAC[réf. nécessaire] ; celui-ci est réputé un peu moins performant sur le plan de la compression mais plus rapide aussi bien pour l'encodage que pour le décodage.